# Pico da Brasileira
O Pico da Brasileira é uma elevação portuguesa localizada na freguesia de Guadalupe, no concelho de Santa Cruz da Graciosa, ilha Graciosa, arquipélago dos Açores.
Este acidente geológico tem o seu ponto mais elevado nos 123 metros de altitude acima do nível do mar. Próxima a esta elevação encontram-se os lugares da Brasileira, Terra do Conde e da Carreira Aberta.